# IRTS

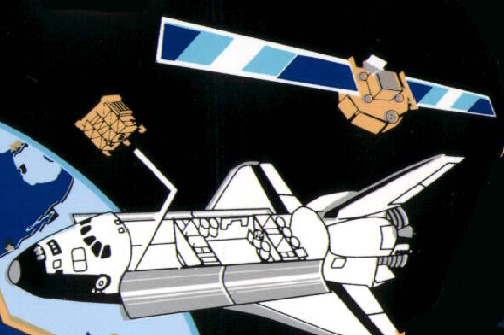
SFU

IRTS（Infrared Telescope in Space）は、日本初の宇宙赤外線望遠鏡。宇宙科学研究所が開発し、1995年の3月から4月にかけて観測を行った。

## 運用
宇宙実験・観測フリーフライヤ（SFU）に搭載され、1995年3月18日に宇宙開発事業団のH-IIロケットによって打ち上げられた。
3月30日に観測を開始し、超流動液体ヘリウムがなくなる4月26日までに、全天の7%の領域を今までにない高感度でサーベイ観測した。
IRTSを搭載したSFUは、1996年1月13日にスペースシャトル・エンデバー号（STS-72）によって回収された。なお、カナダアームによる回収操作は若田光一が行った。
IRTSの観測から様々なデータが得られたが、その中でも特に有機物質の微粒子が銀河面の広い領域にわたって存在していることが確認できたことは大きな収穫だった。

## 観測装置
IRTSの焦点面には、赤外線の全領域をカバーする以下の4つの観測機が搭載されていた。冷却材には超流動液体ヘリウムを使用した。
- NIRS (Near Infrared Spectrometer)

波長1.4-4.0μmをカバーするグレーティング分光器
- MIRS (Mid Infrared Spectrometer)

波長4.5-11.7μmをカバーするグレーティング分光器
- FILM (Far-Infrared Line Mapper)

波長158μmの[CII]スペクトル線、および波長63mmの[OI]スペクトル線の強度を測定するグレーティング分光器
- FIRP (Far-Infrared Photometer)

波長150-700μmの遠赤外線～サブミリ波の強度を測定する測光器